# 26757 Bastei
26757 Bastei (2001 KU17) là một tiểu hành tinh vành đai chính.